# Symposiachrus loricatus
A Symposiachrus loricatus a madarak osztályának verébalakúak (Passeriformes) rendjébe és a császárlégykapó-félék (Monarchidae) családjába  tartozó faj.

## Rendszerezése
A fajt Alfred Russel Wallace brit természettudós és felfedező írta le 1863-ban, a Monarcha nembe Monarcha loricata néven.

## Előfordulása
Indonéziához tartozó Maluku-szigetek területén, Buru szigetén honos. Természetes élőhelyei a szubtrópusi vagy trópusi síkvidéki esőerdők, valamint másodlagos erők és szántóföldek. Állandó, nem vonuló faj.

## Megjelenése
Testhossza 18 centiméter.

## Természetvédelmi helyzete
Az elterjedési területe kicsi, egyedszáma viszont stabil. A Természetvédelmi Világszövetség Vörös listáján nem fenyegetett fajként szerepel.